# 합천 미숭산성
합천 미숭산성(陜川 美崇山城)은 대한민국 경상남도 합천군 야로면에 있는 산성이다. 1983년 12월 20일 경상남도의 기념물 제67호 미숭산성으로 지정되었다가, 2018년 12월 20일 현재의 명칭으로 변경되었다.

## 개요
경상남도 합천군 야로면에 있는 해발 757m의 미숭산 정상부를 둘러 쌓은 산성이다. 삼국시대에 쌓은 산성으로 조선시대까지 계속하여 사용된 것으로 추정되는데, 지금은 다 무너져 옛모습이 남아있지 않다.
『동국여지승람』에 성의 둘레는 1,643척이고 성 안에 6개의 우물과 1개의 연못이 있다고 기록되어 있다. 이곳에서 멀지 않은 곳에 무덤들이 모여있어 가야 때에는 이 고장이 중심지였다고 여겨지며, 신라 때 야로현이라 하기 이전에 적화(赤火)라 불리던 시기의 유적으로 추정된다. 한편 고려 말기에 미숭 장군이 조선왕조의 개국에 불만을 품고 항전하였다는 전설이 있는데, 이는 가야와 신라의 관계에서 생겨난 전설을 후대에 역사적 사건에 끌어다 붙인 듯하다.
고려시대 몽고와 왜구의 침입 때 주변 백성들이 이곳에 들어와 몸을 피했으며, 조선시대에는 통신수단으로 봉화를 올리던 봉수가 설치되었던 것으로 보아 예로부터 군사적 요충지이었음을 알 수 있는 유서 깊은 성이다.

## 현지 안내문
미숭산성은 757m의 미숭산 정상부에 위치하고 있으며 자연지세를 최대한 이용하여 8부 능선을 따라 축조된 포곡식 산성으로 성의 둘레는 1,325m에 이르며 삼국시대에 축조되어 조선시대까지 여러차례 보축하여 사용된 것으로 추정된다. 군사적 요충지인 미숭산은 원래 상원산이었다. 이성계가 역성혁명으로 조선을 건국하자 정몽주의 문인이었던 한동장군 이미숭이 고려의 재건을 위한 성을 쌓고 최후 항전을 하였으나, 순절하여 후인들이 그 충절을 기리기 위해 상원산에서 미숭산으로 바꾸어 불러 현재까지 이어지고 있다. 산성내에는 동문, 서문, 남문, 망향대, 주마대, 달각암, 연병장, 갑겁릉, 장궁구, 순사암, 사당지, 궁사대, 아액금대, 봉수대 등 유적이 산재해 있다.

## 같이 보기
- 미숭산

## 참고 자료
- 합천 미숭산성 - 국가유산청 국가유산포털